# Saint-Martin-l'Aiguillon
Saint-Martin-l'Aiguillon è un comune francese di 191 abitanti situato nel dipartimento dell'Orne nella regione della Normandia.

## Società

### Evoluzione demografica
Abitanti censiti